# Montezemolo
Montezemolo (tiếng Piedmonte: Monzemo) là một đô thị có 250 dân ở Cuneo trong vùng Piedmont của Italia, vị trí cách khoảng 80 km về phía đông nam của Torino và khoảng 45 km về phía đông của Cuneo.
Montezemolo giáp các đô thị: Camerana, Castelnuovo di Ceva, Cengio, Priero, Roccavignale, Sale delle Langhe và Saliceto.